# SOL FC
Der Stars Olympic Football Club, auch bekannt als SOL FC, ist ein 2006 gegründeter ivorischer Fußballverein aus Abobo. Aktuell spielt der Verein in der ersten  Liga des Landes, der Ligue 1.

## Erfolge
- Ivorischer Zweitligameister: 2018/19  ▲

## Stadion

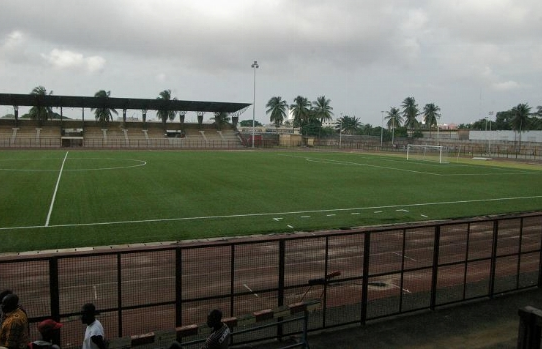
Stade Robert Champroux

Der Verein trägt seine Heimspiele im Stade Robert Champroux in Abidjan aus. Das Stadion hat ein Fassungsvermögen von 20.000 Personen.

## Trainerchronik
| Trainer            | Nation         | von              | bis               |
| ------------------ | -------------- | ---------------- | ----------------- |
| Dramane Sanou      | Elfenbeinküste | 1. Juli 2016     | 30. Juni 2019     |
| Vassiriki Savané   | Elfenbeinküste | 12. Februar 2019 | 30. Dezember 2019 |
| Soualiho Coulibaly | Elfenbeinküste | 7. Januar 2020   | 30. Juni 2021     |